# Balrampur (Chhattisgarh)
Balrampur ist eine Kleinstadt im indischen Bundesstaat Chhattisgarh.
Die Siedlung ist Hauptort des Distrikts Balrampur. Balrampur hat den Status eines Nagar Panchayat. Die Stadt ist in 15 Wards gegliedert. Sie hatte am Stichtag der Volkszählung 2011 4456 Einwohner, von denen 2330 Männer und 2126 Frauen waren. Die Alphabetisierungsrate lag 2011 bei 81,2 % und damit über dem nationalen Durchschnitt. Hindus bilden mit einem Anteil von ca. 71 % die Mehrheit der Bevölkerung in der Stadt. Muslime bilden mit einem Anteil von ca. 16 % eine Minderheit.